# Антошин, Яков Фёдорович
Я́ков Фёдорович Анто́шин (18 апреля [1 мая] 1913 год — 1 (2) декабря 1993) — Герой Советского Союза (15.01.1944), участник Великой Отечественной войны, пулемётчик 58-го гвардейского кавалерийского полка 16-й гвардейской Черниговской кавалерийской дивизии, сформированной в декабре 1941 года в городе Уфе, как 112-я Башкирская кавалерийская дивизия, 7-го гвардейского кавалерийского корпуса 61-й армии Центрального фронта, гвардии красноармеец.

## Биография
Родился 18 апреля (1 мая) 1913 года в селе Кистенево ныне Большеболдинского района Нижегородской области в крестьянской семье. Русский. Образование начальное. С 1936 работал на Горьковском заводе фрезерных станков.
В Красной армии с мая 1942 года. В действующей армии с октября 1942 года.
Пулемётчик 58-го гвардейского кавалерийского полка (16-я гвардейская кавалерийская дивизия, 7-й гвардейский кавалерийский корпус, 61-я армия, Центральный фронт) гвардии красноармеец Яков Антошин в сентябре 1943 года при форсировании реки Днепр в районе Комарина, ныне посёлка городского типа Брагинского района Гомельской области Белоруссии в числе первых, установив на носу лодки ручной пулемёт, под сильным миномётным и пулемётным огнём противника достиг правого берега и, высадившись на нём, начал расстреливать пехоту врага. В этом бою отважный гвардеец был ранен, но остался в строю. После медсанбата он вновь вернулся в свою часть.
В одном из боев с группой бойцов гвардии красноармеец Антошин ворвался на окраину деревни Нивки (Гомельская область, Белоруссия), пулемётным огнём уничтожая противника. Но враг упорно сопротивлялся, предпринимая яростные контратаки, пытаясь вновь овладеть деревней. Яков Антошин был окружён. Забравшись на чердак одного из домов, бесстрашный кавалерист поливал фашистов огнём из пулемёта. И даже тогда, когда дом был подожжён, он продолжал вести прицельный огонь по врагу. Спасли его от неминуемой гибели боевые друзья. Обожжённый, но живой, гвардии красноармеец Антошин был направлен в медсанбат, а после выздоровления снова участвовал в боях.
Указом Президиума Верховного Совета СССР «О присвоении звания Героя Советского Союза генералам, офицерскому, сержантскому и рядовому составу Красной Армии» от 15 января 1944 года «за образцовое выполнение боевого задания командования на фронте борьбы с немецко-фашистскими захватчиками и проявленные при этом отвагу и геройство» гвардии красноармейцу Антошину Якову Фёдоровичу присвоено звание Героя Советского Союза с вручением Ордена Ленина и медали «Золотая Звезда» (№ 5920).
После войны мужественный пулемётчик был демобилизован. Вернулся на родину, работал в колхозе. Затем жил в городе Горький (с 1990 года — Нижний Новгород). Умер 2 декабря 1993 года. Похоронен в родном селе.

## Награды
- Медаль «Золотая Звезда» Героя Советского Союза (№ 5920)
- Орден Ленина
- Орден Отечественной войны I степени
- Медали, в том числе:
  - Медаль «За победу над Германией в Великой Отечественной войне 1941—1945 гг.»
  - Юбилейная медаль «Двадцать лет Победы в Великой Отечественной войне 1941—1945 гг.»
  - Юбилейная медаль «Тридцать лет Победы в Великой Отечественной войне 1941—1945 гг.»
  - Юбилейная медаль «Сорок лет Победы в Великой Отечественной войне 1941—1945 гг.»

## Память
- Имя Я. Ф. Антошина высечено золотыми буквами на мемориальных досках вместе с именами всех 78 Героев Советского Союза 112-й Башкирской (16-й гвардейской Черниговской) кавалерийской дивизии, установленных в Национальном музее Республики Башкортостан (город Уфа, улица Советская, 14) и в Музее 112-й (16-й гвардейской) Башкирской кавалерийской дивизии (город Уфа, улица Левитана, 27).